# 藤原優大
藤原 優大（ふじわら ゆうだい、2002年6月29日 - ）は、青森県弘前市出身のプロサッカー選手。Jリーグ・大分トリニータ所属。ポジションはディフェンダー、ミッドフィールダー。

## 略歴
青森県出身で青森山田中学校から青森山田高校へ進学し、1年生から途中出場で選手権の優勝に貢献。2年生にかけてフィードやヘディングに磨きをかけ、中盤からセンターバックへコンバートされた。3年時に一つ上の先輩武田英寿に続いて浦和レッズへの加入が内定した。
内定後に出場した第99回全国高等学校サッカー選手権大会では準優勝に終わるが、前年に続き優秀選手の一人に選出された。
2021年3月2日、JリーグYBCルヴァンカップ第1節の湘南ベルマーレ戦でプロデビューしたが、相手選手との接触もあり、左眼窩底骨折で全治約４週間というほろ苦いデビュー戦となった。6月28日、J2のSC相模原へ7月1日から育成型期限付き移籍した。7月4日、ギラヴァンツ北九州戦で移籍後即Jリーグデビューを果たした。
2022年も引き続きSC相模原でのプレーを継続。6月4日、J3第11節ギラヴァンツ北九州戦でJリーグ初ゴールとなる決勝点を決めて、勝利に貢献した。
2023年は、高校時代の恩師・黒田剛監督が新たに就任したFC町田ゼルビアへ育成型期限付き移籍。開幕当初はCBの5番手でありベンチ外が続いたが、試合終盤のパワープレイ要員、ボランチなどで徐々に使われ、シーズン途中からCBのレギュラーを掴むと町田のJ2初優勝に貢献した。
2024年は大分トリニータへ育成型期限付き移籍。開幕戦でスタメンを飾ると主力として守備に貢献するものの、夏場に怪我で離脱し24試合出場に留まった。
2025年も育成型期限付き移籍の期間を1年延長し、引き続き大分でプレーすることとなった。

## 所属クラブ
- リベロ津軽S.C
- 青森山田中学校
- 青森山田高校
- 2021年 -  浦和レッズ
  - 2021年7月 - 2022年  SC相模原（育成型期限付き移籍）
  - 2023年  FC町田ゼルビア（育成型期限付き移籍）
  - 2024年 -  大分トリニータ（育成型期限付き移籍）

## 個人成績
| 国内大会個人成績 | 国内大会個人成績 | 国内大会個人成績 | 国内大会個人成績 | 国内大会個人成績 | 国内大会個人成績                  | 国内大会個人成績 | 国内大会個人成績 | 国内大会個人成績 | 国内大会個人成績 | 国内大会個人成績 | 国内大会個人成績 |
| 年度             | クラブ           | 背番号           | リーグ           | リーグ戦         | リーグ戦                          | リーグ杯         | リーグ杯         | オープン杯       | オープン杯       | 期間通算         | 期間通算         |
| 年度             | クラブ           | 背番号           | リーグ           | 出場             | 得点                              | 出場             | 得点             | 出場             | 得点             | 出場             | 得点             |
| 日本             | 日本             | 日本             | 日本             | リーグ戦         | リーグ戦                          | リーグ杯         | リーグ杯         | 天皇杯           | 天皇杯           | 期間通算         | 期間通算         |
| ---------------- | ---------------- | ---------------- | ---------------- | ---------------- | --------------------------------- | ---------------- | ---------------- | ---------------- | ---------------- | ---------------- | ---------------- |
| 2021             | 浦和             | 34               | J1               | 0                | 0                                 | 2                | 0                | 0                | 0                | 2                | 0                |
| 2021             | 相模原           | 35               | J2               | 17               | 0                                 | -                | -                | 0                | 0                | 17               | 0                |
| 2022             | 相模原           | 20               | J3               | 23               | 1                                 | -                | -                | -                | -                | 23               | 1                |
| 2023             | 町田             | 34               | J2               | 29               | 0                                 | -                | -                | 3                | 0                | 32               | 0                |
| 2024             | 大分             | 34               | J2               | 24               | 1                                 | 1                | 0                | 1                | 0                | 26               | 1                |
| 2025             | 大分             | 34               | J2               |                  |                                   |                  |                  |                  |                  |                  |                  |
| 通算             | 日本             | 日本             | J1               | 0                | 0\|\|\|2\|\|0\|\|0\|\|0\|\|2\|\|0 |                  |                  |                  |                  |                  |                  |
| 通算             | 日本             | 日本             | J2               | 70               | 1                                 | 1                | 0                | 4                | 0                | 75               | 1                |
| 通算             | 日本             | 日本             | J3               | 23               | 1                                 | -                | -                | -                | -                | 23               | 1                |
| 総通算           | 総通算           | 総通算           | 総通算           | 93               | 2                                 | 3                | 0                | 4                | 0                | 100              | 2                |

記録
- Jリーグ初出場 - 2021年7月3日 J2第21節 ギラヴァンツ北九州戦（相模原ギオンスタジアム）
- Jリーグ初得点 - 2022年6月4日 J3第11節 ギラヴァンツ北九州戦（相模原ギオンスタジアム）

## タイトル

### クラブ
青森山田中学校
- 全国中学校サッカー大会：3回（2015年、2016年、2017年）

青森山田高校
- 全国高等学校サッカー選手権大会：1回（2018年）
- 高円宮杯 JFA U-18サッカープレミアリーグ ファイナル：1回（2019年）
- 高円宮杯 JFA U-18サッカープレミアリーグEAST：1回（2019年）

FC町田ゼルビア
- J2リーグ：1回（2023年）

### 個人
- 全国高等学校サッカー選手権大会 優秀選手：2回（2019年、2020年）
- 全国高等学校総合体育大会 優秀選手：1回（2019年）

## 代表歴
- U-15日本代表
  - UFF U-15フレンドリートーナメント（2017年）
- U-17日本代表
  - スポーツ・フォー・トゥモロー(SFT)プログラム 南米・日本U-17サッカー交流（2019年）
- U-18日本代表
  - コパ・デル・アトランティコ（2020年）
- U-19日本代表
  - 千葉キャンプ（2020年）